# Vladislav III av Böhmen
Vladislav III av Böhmen, född 11??, död 1222, var en monark av Böhmen. Han regerade från 1197 till 1197.